# De koperen tuin (hoorspel)
De koperen tuin is een hoorspelserie naar de roman De koperen tuin van Simon Vestdijk. De AVRO zond ze uit vanaf donderdag 3 oktober 1974. De bewerking was van Yvonne Keuls. Jaap Boogaart verleende muzikale medewerking en gaf adviezen. De regisseur was Jacques Besançon.

## Delen
- Deel 1 (duur: 34 minuten)
- Deel 2 (duur: 38 minuten)
- Deel 3 (duur: 38 minuten)
- Deel 4 (duur: 34 minuten)
- Deel 5 (duur: 38 minuten)
- Deel 6 (duur: 38 minuten)
- Deel 7 (duur: 37 minuten)
- Deel 8 (duur: 32 minuten)
- Deel 9 (duur: 42 minuten)
- Deel 10 (duur: 39 minuten)

## Rolbezetting
- Aus Greidanus (Nol Rieske)
- Lies Franken (mevrouw Rieske)
- Trudy Libosan, Maria Lindes & Angelique de Boer (drie vriendinnen van mevrouw Rieske & kinderen in de tuin)
- Johan te Slaa (een koetsier & de tweede ober)
- Allard van der Scheer (Tjallingii)
- Willem Wagter (Vellinga)
- Sacha Bulthuis (Trix Cuperus)
- Hein Boele (Chris Rieske)
- Siem Vroom (meneer Rieske)
- Eric Schneider (Henri Cuperus)
- Martin Simonis (een jongen)
- Helen Hedy (Joukje, een juffrouw, een dienstmeisje & een meisje)
- Donald de Marcas (Dijkhuizen, de kelner & de eerste ober)
- Bert Dijkstra (Caspers)
- Els van Rooden (mevrouw Cuperus)
- Paul van Gorcum (Stegeman & een vrijgezel)
- Celia Nufaar (Jantje de Ridder)
- Annet Nieuwenhuizen (Alice de Rato)
- Hero Muller (Ordelio)
- Fé Sciarone (een kleedster & de hospita)
- Dick Swidde (dokter Brandsma)
- Jacques Besançon (een man)
- Elisabeth Versluys (de tante van Trix)
- Brûni Heinke (een verpleegster)
- Johan Sirag (een dokter)
- Ad van Kempen (de huisknecht)
- Jo Vischer jr. (een man)
- Truus Dekker (de vrouw van de dokter)
- Bob Verstraete (de agent)

## Inhoud
Dit is het verhaal van een ongelukkige liefde. Plaats van handeling is het provincieplaatsje W. Daar woont Nol Rieske, de zevenjarige zoon van een plaatselijke notabel. In het park hoort Nol op een dag de fanfare en hij raakt in een klap verliefd op de muziek, de dirigent en, zonder het te weten, op de dochter van de dirigent, Trix. Nol groeit op tot een slimme, enigszins koele observator. In het vervolg van de roman beleven we het voorzichtige begin en dramatische einde van de verhouding tussen Nol en Trix…